# Gante-Wevelgem
La Gante-Wevelgem (oficialmente Gent-Wevelgem-In Flanders Fields) es una carrera de un día profesional de ciclismo en ruta que se disputa en la región de Flandes, en Bélgica. Se celebra el último domingo de marzo, dos días después de finalizar la E3-Harelbeke, y pertenece al calendario UCI WorldTour, máxima categoría de las carreras profesionales.
La Gante se disputó por primera vez en 1934 y, desde entonces, se ha disputado anualmente excepto entre 1940 y 1944 debido a la Segunda Guerra Mundial.
Considerada como una de las carreras más prestigiosas del calendario, la Gante se caracteriza por tener pavé a lo largo de su recorrido. Es una de las clásicas más importantes que engloban la "primavera belga del ciclismo". Pertenece junto con A través de Flandes, la E3-Harelbeke, los Tres Días de La Panne y el Tour de Flandes a la denominada "semana flamenca de ciclismo" y hace parte de las denominadas "Clásicas de Flandes".
Con tres victorias, son siete los ciclistas que poseen el récord de victorias en la Gante: Robert Van Eenaeme (1936, 1937 y 1945), Rik Van Looy (1956, 1957 y 1962), Eddy Merckx (1967,1970 y 1973), Mario Cipollini (1992, 1993 y 2002), Tom Boonen (2004, 2011 y 2012) y Mads Pedersen.
Está organizada por Flanders Classics y desde 2012 la carrera cuenta con una versión femenina homónima que se celebra el mismo día.

## Historia
La edición inaugural de la Gante tuvo lugar en septiembre de 1934, disputándose como una prueba junior y sobre una distancia de 120 km, siendo originalmente un tributo a Gaston Rebry, natural de Wevelgem, que unos meses antes se había impuesto en el Tour de Flandes y la París Roubaix.
Tras la Segunda Guerra Mundial se celebró, ya para profesionales, el 29 de julio de 1945 sobre un recorrido de 200 km. y la organización, hasta nuestros días, del club ciclista "Het Vliegend Wiel".
En 1947 se unió al calendario de las "clásicas de primavera", constituyendo, para el período 1957-1959 el "Trofee van Vlaanderen" (Trofeo de Flandes) junto a la Omloop Het Volk.

### Recorrido
Los principales obstáculos de la prueba, además del viento y la lluvia en un terreno altamente expuesto, son los tramos de pavés de Monterberg y Kemmelberg. Sin embargo, su perfil llano hace que la carrera se considere una clásica para esprínters, los cuales han dominado ampliamente el palmarés de la prueba.

## Palmarés
| Año                                                           | Ganador                  | Segundo                  | Tercero                  |
| ------------------------------------------------------------- | ------------------------ | ------------------------ | ------------------------ |
| 1934                                                          | Gustave Van Belle        | Maurice Vandenberghe     | Jérôme Dufromont         |
| 1935                                                          | Albert Depreitere        | Jérôme Dufromont         | Karel Catrysse           |
| 1936                                                          | Robert van Eenaeme       | Joseph Somers            | Gaston Denys             |
| 1937                                                          | Robert van Eenaeme       | Albert Ritserveldt       | André Hallaert           |
| 1938                                                          | Hubert Godaert           | Edmond Delathouwer       | Gustave Van Cauwenberghe |
| 1939                                                          | André Declerck           | Frans Van Hellemont      | Albert Van Laecke        |
| 1940-1944 ediciones suspendidas por la Segunda Guerra Mundial |                          |                          |                          |
| 1945                                                          | Robert van Eenaeme       | Maurice van Herzele      | André Declerck           |
| 1946                                                          | Ernest Sterckx           | Maurice Desimpelaere     | Michel Remue             |
| 1947                                                          | Maurice Desimpelaere     | René Beyens              | Lucien Vlaemynck         |
| 1948                                                          | Valère Ollivier          | Albert Ramon             | Hilaire Couvreur         |
| 1949                                                          | Marcel Kint              | André Declerck           | Albert Decin             |
| 1950                                                          | Albéric Schotte          | Albert Decin             | André Declerck           |
| 1951                                                          | André Rosseel            | Raphaël Jonckheere       | Lionel Van Brabant       |
| 1952                                                          | Raymond Impanis          | Maurice Blomme           | Alois De Hertog          |
| 1953                                                          | Raymond Impanis          | Wim Van Est              | Germain Derycke          |
| 1954                                                          | Rolf Graf                | Ferdinand Kübler         | Ernest Sterckx           |
| 1955                                                          | Albéric Schotte          | Désiré Keteleer          | Raymond Impanis          |
| 1956                                                          | Rik Van Looy             | Richard Van Genechten    | Désiré Keteleer          |
| 1957                                                          | Rik Van Looy             | André Noyelle            | Lucien Mathys            |
| 1958                                                          | Noël Foré                | Rik Van Looy             | Fred de Bruyne           |
| 1959                                                          | Leon Van Daele           | Jos Hoevenaers           | Jacques Anquetil         |
| 1960                                                          | Frans Aerenhouts         | Frans De Mulder          | Jef Planckaert           |
| 1961                                                          | Frans Aerenhouts         | Raymond Impanis          | Yvo Molenaers            |
| 1962                                                          | Rik Van Looy             | Frans Schoubben          | Armand Desmet            |
| 1963                                                          | Benoni Beheyt            | Tom Simpson              | Michel Van Aerde         |
| 1964                                                          | Jacques Anquetil         | Yvo Molenaers            | Rik Van Looy             |
| 1965                                                          | Noël De Pauw             | Bernard Van de Kerckhove | Gustaaf De Smet          |
| 1966                                                          | Herman Van Springel      | Noël Van Clooster        | Palle Lykke              |
| 1967                                                          | Eddy Merckx              | Jan Janssen              | Edward Sels              |
| 1968                                                          | Walter Godefroot         | Willy Van Neste          | Felice Gimondi           |
| 1969                                                          | Willy Vekemans           | Roger de Vlaeminck       | Eric De Vlaeminck        |
| 1970                                                          | Eddy Merckx              | Willy Vekemans           | Walter Godefroot         |
| 1971                                                          | Georges Pintens          | Roger de Vlaeminck       | Gerben Karstens          |
| 1972                                                          | Roger Swerts             | Felice Gimondi           | Eddy Merckx              |
| 1973                                                          | Eddy Merckx              | Frans Verbeeck           | Walter Planckaert        |
| 1974                                                          | Barry Hoban              | Eddy Merckx              | Roger de Vlaeminck       |
| 1975                                                          | Freddy Maertens          | Frans Verbeeck           | Rik Van Linden           |
| 1976                                                          | Freddy Maertens          | Rik Van Linden           | Frans Verbeeck           |
| 1977                                                          | Bernard Hinault          | Vittorio Algeri          | Piet van Katwijk         |
| 1978                                                          | Ferdi van den Haute      | Walter Planckaert        | Francesco Moser          |
| 1979                                                          | Francesco Moser          | Roger de Vlaeminck       | Jan Raas                 |
| 1980                                                          | Henk Lubberding          | Alfons De Wolf           | Piet van Katwijk         |
| 1981                                                          | Jan Raas                 | Roger de Vlaeminck       | Alfons De Wolf           |
| 1982                                                          | Frank Hoste              | Eddy Vanhaerens          | Alfons De Wolf           |
| 1983                                                          | Léo van Vliet            | Jan Raas                 | Frank Hoste              |
| 1984                                                          | Guido Bontempi           | Eric Vanderaerden        | Pierino Gavazzi          |
| 1985                                                          | Eric Vanderaerden        | Phil Anderson            | Rudy Dhaenens            |
| 1986                                                          | Guido Bontempi           | Twan Poels               | Jean Marie Wampers       |
| 1987                                                          | Teun van Vliet           | Etienne De Wilde         | Herman Frison            |
| 1988                                                          | Sean Kelly               | Gianni Bugno             | Ronald Kiefel            |
| 1989                                                          | Gerrit Solleveld         | Sean Yates               | Rolf Sørensen            |
| 1990                                                          | Herman Frison            | Johan Museeuw            | Franco Ballerini         |
| 1991                                                          | Dzhamolidin Abduzhaparov | Mario Cipollini          | Olaf Ludwig              |
| 1992                                                          | Mario Cipollini          | Johan Capiot             | Adriano Baffi            |
| 1993                                                          | Mario Cipollini          | Eric Vanderaerden        | Dzhamolidin Abduzhaparov |
| 1994                                                          | Wilfried Peeters         | Franco Ballerini         | Johan Museeuw            |
| 1995                                                          | Lars Michaelsen          | Maurizio Fondriest       | Luc Roosen               |
| 1996                                                          | Tom Steels               | Giovanni Lombardi        | Fabio Baldato            |
| 1997                                                          | Philippe Gaumont         | Andréi Chmil             | Johan Capiot             |
| 1998                                                          | Frank Vandenbroucke      | Lars Michaelsen          | Nico Mattan              |
| 1999                                                          | Tom Steels               | Zbigniew Spruch          | Tristan Hoffman          |
| 2000                                                          | Geert Van Bondt          | Peter van Petegem        | Johan Museeuw            |
| 2001                                                          | George Hincapie          | Léon van Bon             | Steffen Wesemann         |
| 2002                                                          | Mario Cipollini          | Fred Rodríguez           | George Hincapie          |
| 2003                                                          | Andreas Klier            | Henk Vogels              | Tom Boonen               |
| 2004                                                          | Tom Boonen               | Magnus Bäckstedt         | Jaan Kirsipuu            |
| 2005                                                          | Nico Mattan              | Juan Antonio Flecha      | Daniele Bennati          |
| 2006                                                          | Thor Hushovd             | David Kopp               | Alessandro Petacchi      |
| 2007                                                          | Marcus Burghardt         | Roger Hammond            | Óscar Freire             |
| 2008                                                          | Óscar Freire             | Aurélien Clerc           | Wouter Weylandt          |
| 2009                                                          | Edvald Boasson Hagen     | Aleksandr Kuschynski     | Matthew Goss             |
| 2010                                                          | Bernhard Eisel           | Sep Vanmarcke            | Philippe Gilbert         |
| 2011                                                          | Tom Boonen               | Daniele Bennati          | Tyler Farrar             |
| 2012                                                          | Tom Boonen               | Peter Sagan              | Matti Breschel           |
| 2013                                                          | Peter Sagan              | Borut Božič              | Greg Van Avermaet        |
| 2014                                                          | John Degenkolb           | Arnaud Démare            | Peter Sagan              |
| 2015                                                          | Luca Paolini             | Niki Terpstra            | Geraint Thomas           |
| 2016                                                          | Peter Sagan              | Sep Vanmarcke            | Viacheslav Kuznetsov     |
| 2017                                                          | Greg Van Avermaet        | Jens Keukeleire          | Peter Sagan              |
| 2018                                                          | Peter Sagan              | Elia Viviani             | Arnaud Démare            |
| 2019                                                          | Alexander Kristoff       | John Degenkolb           | Oliver Naesen            |
| 2020                                                          | Mads Pedersen            | Florian Sénéchal         | Matteo Trentin           |
| 2021                                                          | Wout van Aert            | Giacomo Nizzolo          | Matteo Trentin           |
| 2022                                                          | Biniam Girmay            | Christophe Laporte       | Dries Van Gestel         |
| 2023                                                          | Christophe Laporte       | Wout van Aert            | Sep Vanmarcke            |
| 2024                                                          | Mads Pedersen            | Mathieu van der Poel     | Jordi Meeus              |
| 2025                                                          | Mads Pedersen            | Tim Merlier              | Jonathan Milan           |

Notas:

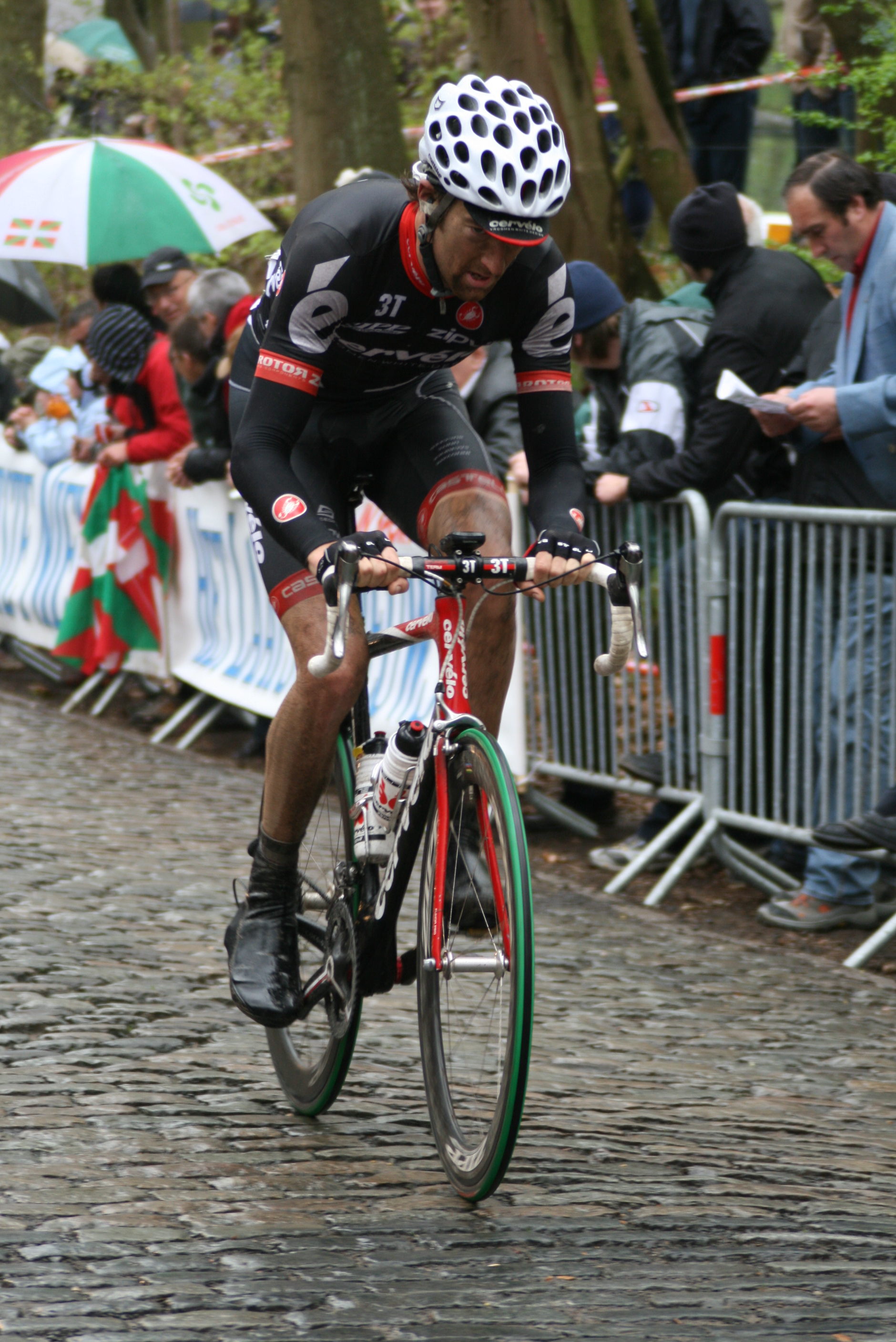
Daniel Lloyd en la edición de 2009, en el Monte Kemmel, con el trazado adoquinado.

- En la Gante-Wevelgem 1972 el ciclista belga Frans Verbeeck se impuso en la prueba pero fue relegado por los jueces a la quinta posición por irregularidades en el sprint, dando así la victoria a Roger Swerts.
- En la Gante-Wevelgem 1992 el vencedor fue el italiano Mario Cipollini, quien se impuso al sprint, después de que el uzbeco Djamolidine Abdoujaparov fuera descalificado por sprint irregular.

## Palmarés por países
Hasta la edición 2025.
| País           | Victorias | 2.º lugar | 3.º lugar | Total | Último vencedor                  |
| -------------- | --------- | --------- | --------- | ----- | -------------------------------- |
| Bélgica        | 50        | 49        | 54        | 152   | Wout van Aert en 2021            |
| Italia         | 7         | 10        | 11        | 28    | Luca Paolini en 2015             |
| Países Bajos   | 5         | 7         | 5         | 17    | Gerrit Solleveld en 1987         |
| Francia        | 4         | 3         | 2         | 9     | Christophe Laporte en 2023       |
| Dinamarca      | 4         | 1         | 3         | 7     | Mads Pedersen en 2025            |
| Alemania       | 3         | 2         | 2         | 7     | John Degenkolb en 2014           |
| Eslovaquia     | 3         | 1         | 1         | 5     | Peter Sagan en 2018              |
| Noruega        | 3         | -         | -         | 3     | Alexander Kristoff en 2019       |
| Reino Unido    | 1         | 3         | 1         | 5     | Barry Hoban en 1974              |
| Suiza          | 1         | 2         | -         | 3     | Rolf Graf en 1954                |
| Estados Unidos | 1         | 1         | 3         | 5     | George Hincapie en 2001          |
| España         | 1         | 1         | 1         | 3     | Óscar Freire en 2008             |
| Irlanda        | 1         | -         | -         | 1     | Sean Kelly en 1988               |
| Uzbekistán     | 1         | -         | 1         | 2     | Dzhamolidin Abduzhaparov en 1991 |
| Austria        | 1         | -         | -         | 1     | Bernhard Eisel en 2010           |
| Eritrea        | 1         | -         | -         | 1     | Biniam Girmay en 2022            |
| Australia      | -         | 2         | 1         | 3     |                                  |
| Ucrania        | -         | 1         | -         | 1     |                                  |
| Polonia        | -         | 1         | -         | 1     |                                  |
| Suecia         | -         | 1         | -         | 1     |                                  |
| Bielorrusia    | -         | 1         | -         | 1     |                                  |
| Eslovenia      | -         | 1         | -         | 1     |                                  |
| Estonia        | -         | -         | 1         | 1     |                                  |
| Rusia          | -         | -         | 1         | 1     |                                  |

En negrilla corredores activos.

## Estadísticas

### Más victorias
| Ciclista           | Victorias | Años              |
| ------------------ | --------- | ----------------- |
| Robert Van Eenaeme | 3         | 1936, 1937 y 1945 |
| Rik Van Looy       | 3         | 1956, 1957 y 1962 |
| Eddy Merckx        | 3         | 1967, 1970 y 1973 |
| Tom Boonen         | 3         | 2004, 2011 y 2012 |
| Mario Cipollini    | 3         | 1992, 1993 y 2002 |
| Peter Sagan        | 3         | 2013, 2016 y 2018 |
| Mads Pedersen      | 3         | 2020, 2024 y 2025 |
| Raymond Impanis    | 2         | 1952 y 1953       |
| Albéric Schotte    | 2         | 1950 y 1955       |
| Frans Aerenhouts   | 2         | 1960 y 1961       |
| Freddy Maertens    | 2         | 1975 y 1976       |
| Guido Bontempi     | 2         | 1984 y 1986       |
| Tom Steels         | 2         | 1996 y 1999       |

### Victorias consecutivas
- Dos victorias seguidas:
  -  Robert Van Eenaeme (1936, 1937)
  -  Raymond Impanis (1952, 1953)
  -  Rik Van Looy (1956, 1957)
  -  Frans Aerenhouts (1960, 1961)
  -  Freddy Maertens (1975, 1976)
  -  Mario Cipollini (1992, 1993)
  -  Tom Boonen (2011, 2012)
  -  Mads Pedersen (2024, 2025)

En negrilla corredores activos.

### Otros datos
- Vigentes campeones del mundo ganadores del Gante-Wevelgem: Rik Van Looy (1962) y Peter Sagan (2016 y 2018).